# Sainte-Vérone
Sainte-Vérone (en néerlandais : Sint-Verona), est un village de la commune belge de Bertem. Il est situé à la frontière entre les sections de Leefdael et de Bertem.

## Site touristique
L'ancienne chapelle Sainte-Vérone est bien connue. Il s'agit d'une chapelle romane à trois nefs, construite au XIIIe siècle. Il est probable qu'une église en bois se trouvait déjà ici au IXe siècle. C'est donc sans doute une des plus anciennes chapelles de Belgique.
Des fouilles sous l'église ont trouvé un champ funéraire carolingien ou mérovingien. L'un des sarcophages a été placé dans l'église en 1951.